# Ulica Kramarska w Poznaniu
Ulica Kramarska – ulica znajdująca się w Poznaniu na Starym Mieście, na osiedlu Stare Miasto. Zaczyna się przy ulicy Wielkiej, następnie skręca mocno w lewo, przecina ulicę Żydowską, Wroniecką, kończąc swój bieg na skrzyżowaniu z ulicą Masztalarską i Rynkową. Nazwa pochodzi od dużej ilości kramów, stojących dawniej przy tej ulicy.  
W przeszłości ulicę nazywano potocznie przy Bogdance, gdyż przebiegała w sąsiedztwie odkrytego wówczas koryta Bogdanki, obecnie skanalizowanej. Nazwę oficjalną wzięła od licznych niewielkich kramów i jatek, jakie były tu ulokowane. Koncentrowały się one zwłaszcza u jej pół nocnego wylotu, w rejonie obecnego Archiwum Państwowego. Przed 1939 skupili się tutaj kupcy żydowscy, działający zwłaszcza w branżach galanteryjnej, bławatnej i konfekcyjnej. Adolf Morał prowadził w tym rejonie hurtownię alkoholową.  
W kamienicy numer jeden (na narożniku ulicy Masztalarskiej) mieszkał kompozytor i pianista, Jan Skrzydlewski.  
W zielonym budynku w latach 1940–1941 znajdował się oddział poznański Związku Walki Zbrojnej. Przy skrzyżowaniu z ulicą Żydowską stoi kościół Najświętszej Krwi Pana Jezusa.